# Hohendodeleben
Hohendodeleben (letteralmente "Dodeleben alta", in contrapposizione alla vicina Niederndodeleben – "Dedeleben bassa") è una frazione della città tedesca di Wanzleben-Börde, nel land della Sassonia-Anhalt.

## Storia
Fino al 31 dicembre 2009 ha costituito un comune autonomo.